# Кіровський проспект (Ростов-на-Дону)
Кіровський проспект (рос. Кировский проспект)  — проспект р. Ростові-на-Дону з 42 відомими будинками поряд з вулицями Антенна та Міста Волосся.

## Історія
До революції Кіровський проспект називався Богатяновским провулком. Назва було пов'язано з Багатим джерелом, або Багатим колодезем — криницею смачної чистої води.
Провулок забудовувався. З'явилася на ньому єврейська лікарня, ковбасний та інші заводи, майстерні.
У 1904 році на розі Богатяновского і Микільської вулиці (нині Соціалістичної) було закінчено будівництво комерційного училища, спорудженого на гроші ростовського купецтва.
За трамвайним депо знаходилося велике цвинтарі, а далі, за пустирем, — іподром з величезною площею перед ним. На іподромі у 1910-1914 роках влаштовувалися польоти аеропланів. Тут зазнав аварію в 1910 році Сергій Уточкін, літали Адам Габер-Влынский, Тимофій Єфімов, Олександр Васильєв, Олександр Кузмінський.
На місці Покровського скверу в ті роки була розташована площа Покровського базару. Будувалася церква (в роки Радянської влади зруйнована).
У радянський час Богатяновский провулок був перейменований в Кіровський проспект. 30 квітня 1939 року відкрили пам'ятник С. М. Кірову. У квітні 1918 року Сергій Миронович Кіров у Ростові учасником і з'їзду Рад Донської республіки.
Пам'ятник тепер перенесено на кут Пушкінській вулиці та Кіровського проспекту.

## Фотогалерея (Будівлі на Кіровському проспекті)

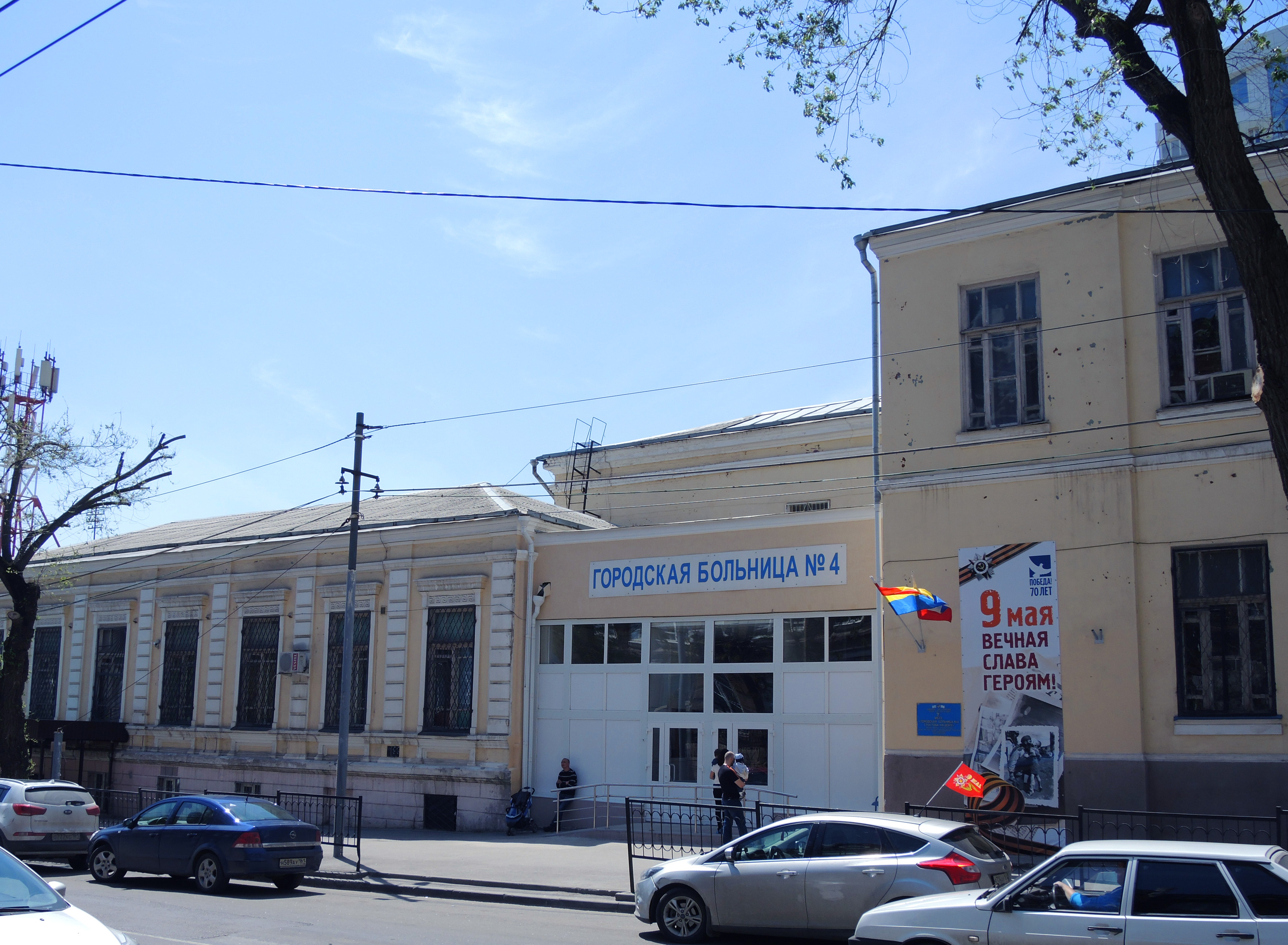
Комплекс лікарні Єврейського суспільства на Кіровському проспекті,27 / вулиця Соціалістична, 160
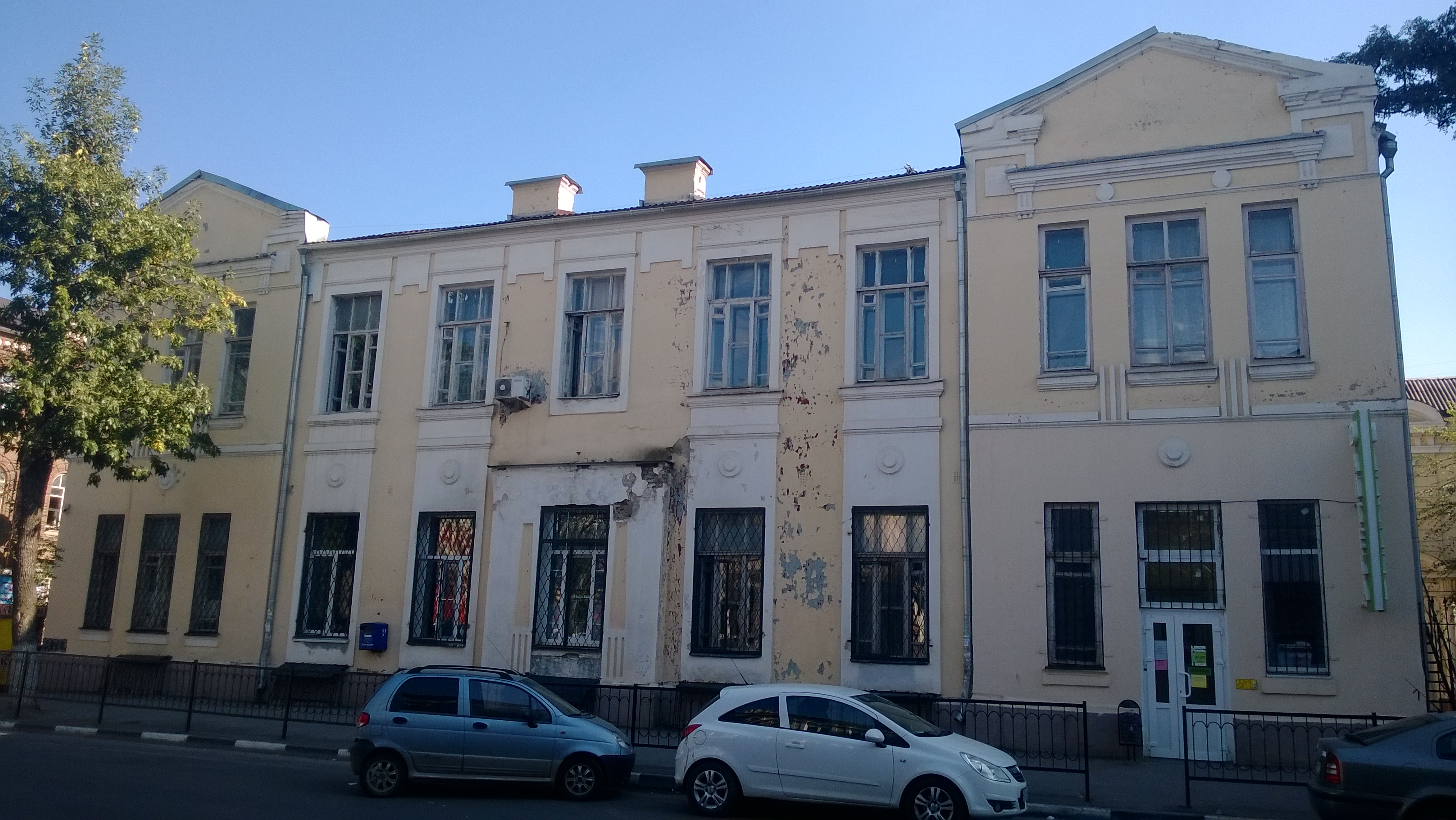
Двоповерховий корпус на Кіровському проспекті,27 / вулиця Соціалістична, 160
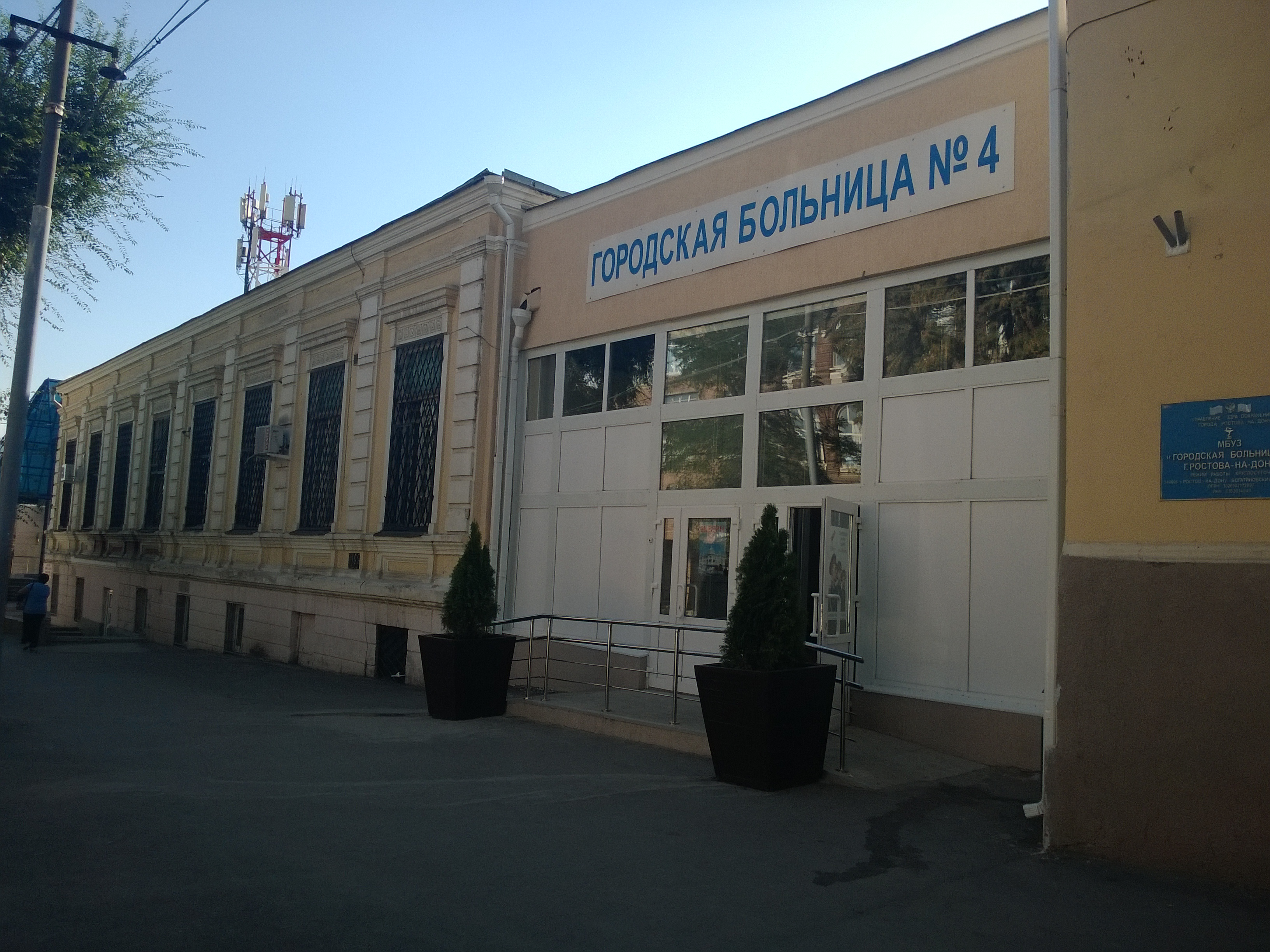
Одноповерховий корпус на Кіровському проспекті,27 / вулиця Соціалістична, 160
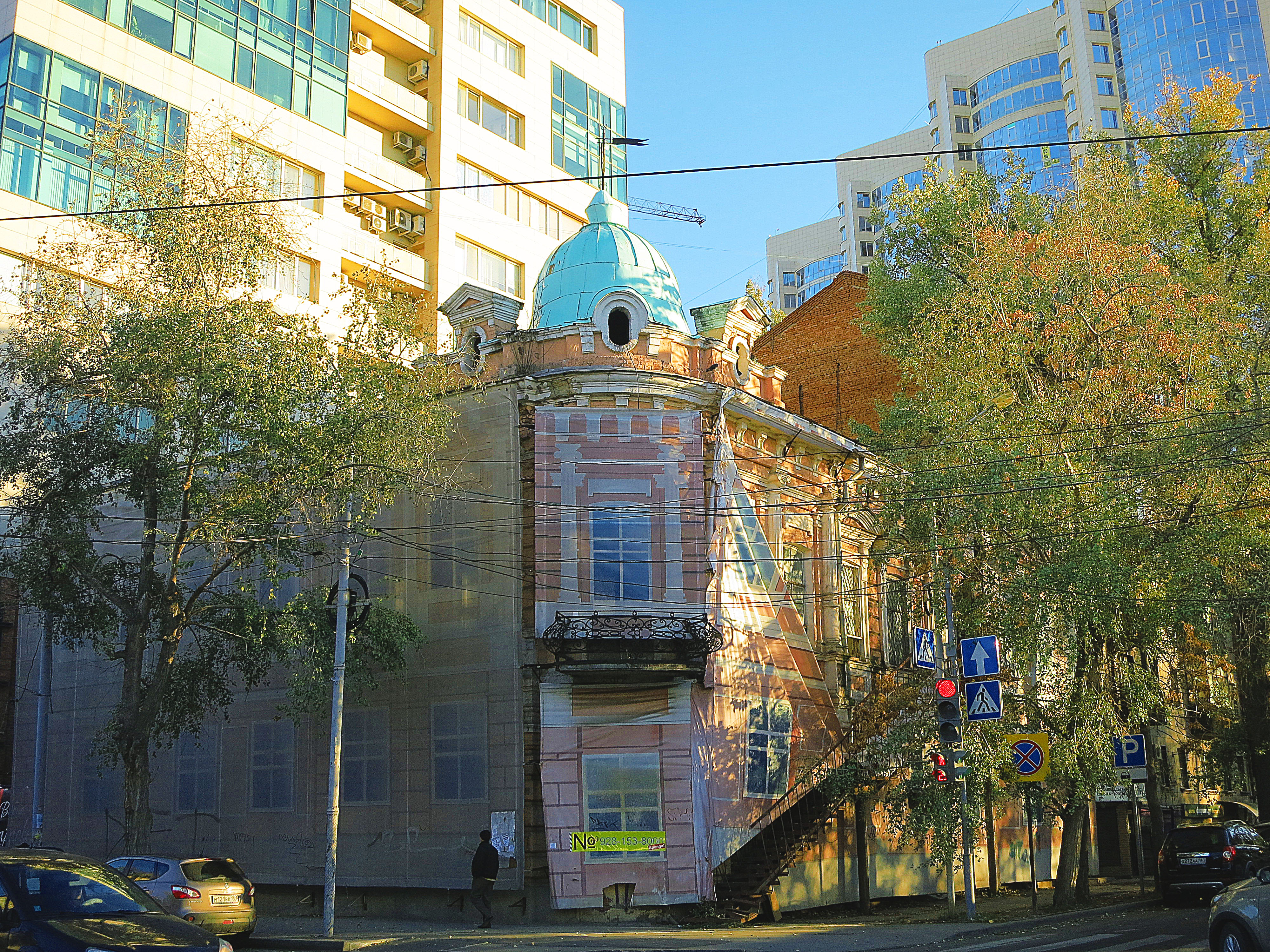
Будинок Т. Р. Дмитрієва на Кіровському проспекті,40
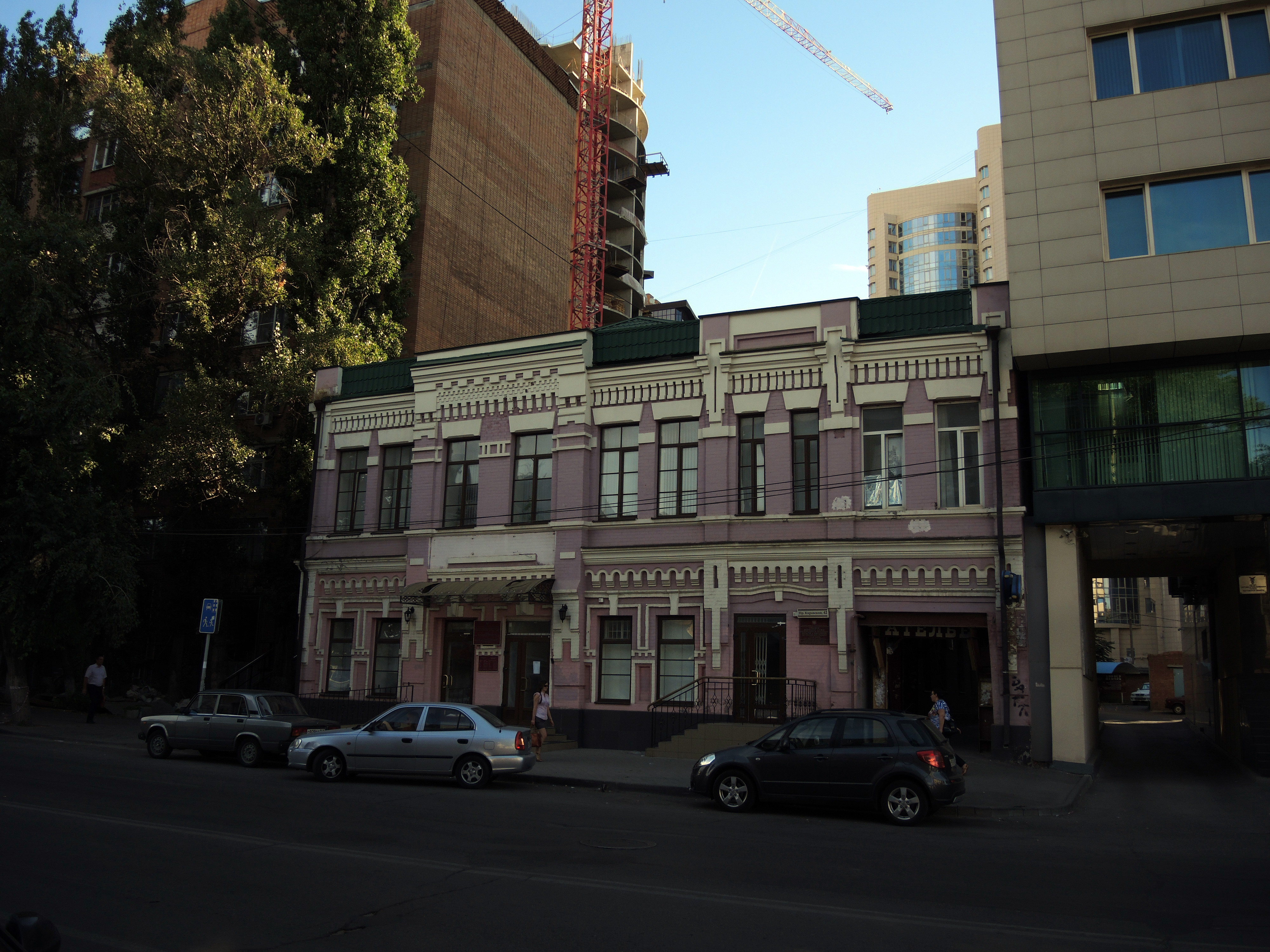
Будівля лазні Х. Р. Е. Глухівського на Кіровському проспекті, 42